# Ophiacantha parasema
Ophiacantha parasema is een slangster uit de familie Ophiacanthidae.
De wetenschappelijke naam van de soort werd in 1923 gepubliceerd door Hubert Lyman Clark.